# Rolf Dettmann
Rolf Dettmann (* 15. Februar 1915 in Mönchengladbach; † 7. März 1992) war ein deutscher Maler, Zeichner, Illustrator und Grafiker.

## Leben
Dettmann kam als Sohn des evangelischen, in Neu Damerow geborenen Justizobersekretärs Carl Franz-Theodor Dettmann (* 1871) und dessen Ehefrau Maria Anna Wachter (* 1877), einer katholischen Uhrmachertochter aus Straubing, mit seiner Zwillingsschwester Irene zur Welt. Unter acht Geschwistern wuchs er im Mönchengladbacher Stadtteil Pesch auf, wo er die Charlottenschule besuchte. Im Alter von 14 Jahren wechselte er 1928 auf die Aufbauschule in Rheydt. Durch den Kunst- und Zeichenlehrer Hermann Dienz erhielt er dort bis 1932 eine erste künstlerische Erziehung. Zum Sommersemester 1933 immatrikulierte er sich an der Kunstakademie Düsseldorf. Nach einem „Probesemester“ bei Werner Heuser belegte er im folgenden Wintersemester die Zeichenklasse von Julius Paul Junghanns.
Als Schüler der Zeichenklasse Junghanns’ nahm er 1934 an einem Sommeraufenthalt teil, der von Junghanns und Werner Peiner gemeinsam in Kronenburg in der Eifel (heute ein Ortsteil von Dahlem im Kreis Euskirchen) unternommen wurde. Von der Person und dem Können Peiners offensichtlich angetan nahm er nach Ablauf des Sommeraufenthalts Kontakt zu diesem auf, um sich als Schüler für dessen Klasse zu bewerben. Zum Wintersemester 1934/1935 durfte er in dessen Klasse wechseln. Grund für den Wechsel war allerdings auch die Abneigung, welche Dettmann mit Peiner teilte, die Abneigung gegen den Impressionismus bzw. gegen den damaligen „Trend der Düsseldorfer Schule“, der sich für ihn in den Bildern der Maler Wilhelm Schmurr und Carl Ederer ausdrückte. Peiner führte Dettmann an den Expressionismus heran und bildete ihn in Monumentalmalerei aus. Als Peiner sich von der Düsseldorfer Akademie abwandte, um 1936 in Kronenburg eine Landakademie zu eröffnen, folgte Dettmann ihm mit vier weiteren Kommilitonen dorthin. 1938 wurde die Landakademie als NS-staatliche Kunsthochschule, die Hermann-Göring-Meisterschule für Malerei, verselbstständigt. Von Anfang an waren die nunmehr zwölf Studierenden mit Staatsaufträgen beschäftigt.
1939 erhielt Dettmann die Einberufung zum Militärdienst in der Wehrmacht. Er verließ die Akademie, ohne den Grad eines Meisterschülers erreicht zu haben. In Dresden wurde er zum Bordfunker ausgebildet. Wegen eines Herzleidens kam er nicht zum Flugeinsatz, sondern wurde zum Ausbilder umgeschult. Seitdem er eingezogen worden war, verringerte sich sein Interesse an der Akademie. Peiner war über Dettmanns Verhalten so erbost, dass er seinem Schüler 1942 die Kündigung schickte. 1942 heiratete Dettmann die Kronenburgerin Katharina Brandenburg (1917–2010). Das Paar bekam zwei Töchter: 1943 kam die erste Tochter in der Nähe eines oberösterreichischen Einsatzortes zur Welt, 1945 die zweite Tochter in Kronenburg. Nach Kriegsende geriet er in Oberösterreich für kurze Zeit in US-amerikanische Gefangenschaft.
Seit Juni 1945 befand er sich wieder in Kronenburg und sorgte bei Verwandten als Helfer in der Landwirtschaft, in der Waldarbeit und mit Malerei und Zeichnung für den Lebensunterhalt seiner jungen Familie. Künstlerisch einem retrospektiven, altmeisterlichen Malstil und den Bildschemata der 1930er und frühen 1940er Jahre verhaftet benötigte er 25 Jahre, einen eigenen neuen Stil zu finden. Immer wieder wurde Dettmann bei der Vorlage seiner Werke von Galeristen abgelehnt. Dennoch schaffte er es, sich mit Gemäldeaufträgen für öffentliche Gebäude oder Vorlagen für Kirchenfenster finanziell unabhängig zu halten. Erst ab der Mitte 1960er Jahre kreierte er eine Mal- und Zeichenweise, die ein breiteres Publikum ansprach. In den 1970er Jahren konnte er mit Frottage-Monotypien und „Dürer-Metamorphosen“ einen künstlerischen Durchbruch schaffen, gleichwohl erwarb er nie die erträumte überregionale Anerkennung.
1985 erhielt er das Bundesverdienstkreuz am Bande und 1987 den Rheinlandtaler des Landschaftsverbandes Rheinland.

## Ausstellung
- 2015: Metamorphosen. Rolf Dettmann 1915–1992, Kunstforum Eifel, Schleiden-Gemünd[1]